# Investitura
Investitura, iz latinščine (predlog v in glagol vestire, 'obleka' iz vestis, 'ogrinjalo'), je formalna namestitev (umestitev) na neko funkcijo. V fevdalizmu je bila investitura slovesna podelitev službe, posesti vazalu ali škofu, nastop položaja v državni službi in podobno. 
Investitura lahko vključuje formalno oblačenje in okraševanje, kot so državne obleke ali pokrivala ali druge regalije, na primer prestol ali pisarno. Investitura je tudi pogosto del obreda kronanja ali ustoličenja. Prevladovala je v srednjem veku.
V cerkveni terminologiji se izraz uporablja od srednjega veka do danes in označuje simboličen prenos duhovnih dolžnosti s sprejemom insignij kot na primer palij, mitra in podobno. 

## Vlada
Investitura je namestitev (umestitev) posameznikov v ustanove, ki običajno obstajajo že od fevdalnih časov. Na primer, umestitev voditelja države in razne druge državne funkcije s ceremonialnimi vlogami. Navadno investitura vključuje slovesni prenos simbolov določene funkcije.
Sodniki v številnih državah so umeščeni na svojo funkcijo, pri čemer sodniki običajno prisegajo uveljavitvi ustave in uporabi pravice. Podobno umeščajo tudi predstavnike univerz, rektorje in druge.
V Združenem kraljestvu na primer vsako leto investira približno 2600 ljudi kraljici Elizabeti II. ali drugemu članu kraljeve družine.
Izraz se v združenju skavtov uporablja, ko se vpiše nov mladinski član ali se obstoječi član premakne v drug odsek, na primer od mladincev do skavtov.
Na posvetnem področju se umestitev rektorja na njegovo univerzo omenja kot investitura. Ta poteka v prazničnem okolju in običajno v prisotnosti predstavnikov ministrstev.
Beseda nvestiture se ne pojavlja v kodeksu kanonskega prava, vendar se uporablja predvsem v pravu.

## Zunanje zadeve
- Queen Elizabeth investiture (knighting) ceremony at Buckingham Palace. on YouTube
- Governor-General of New Zealand, Investiture ceremonies.
- Investitur in der Oeconomischen Encyclopädie online